# Frullania triquetra
Frullania triquetra là một loài Rêu trong họ Jubulaceae. Loài này được Lindenb. & Gottsche mô tả khoa học đầu tiên năm 1847.